# Podocnemis lewyana

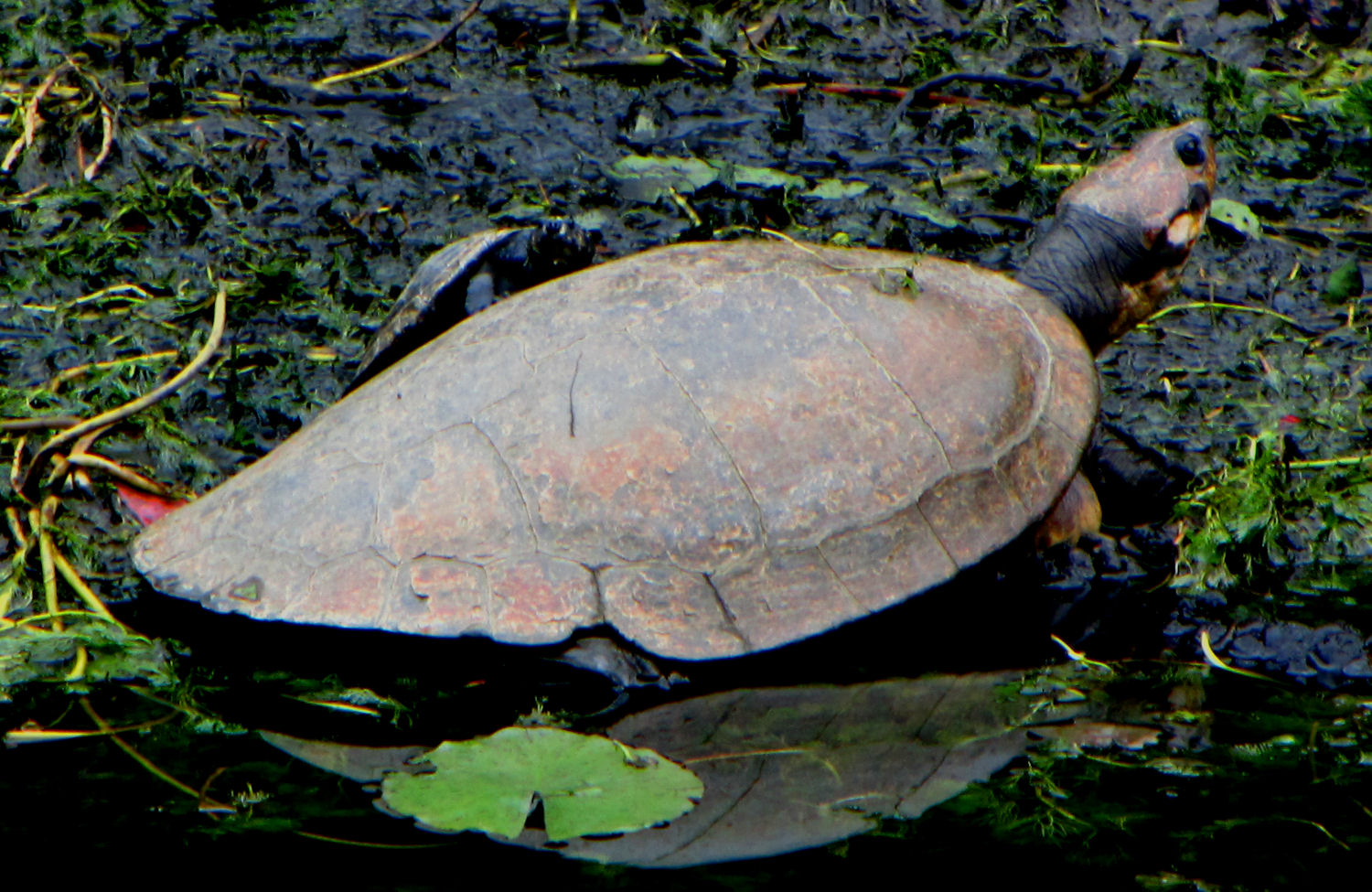

La tortuga del río Magdalena (Podocnemis lewyana) es una especie de tortuga de agua de la familia Podocnemididae (tortugas que esconden la cabeza doblando el largo cuello lateral al cuerpo), que se encuentra en las cuencas de los ríos  Magdalena,  Cauca,  Sinú y  San Jorge, en Colombia.
El caparazón alcanza 44 cm de longitud, de color castaño a grisáceo. La hembra pone de 15 a 30 huevos en nidos en las playas.
Especie considerada en peligro (EN), debido a la persecución de que es objeto por su carne y huevos. Es consumida mayormente por habitantes ribereños dedicados a la pesca. Los niveles de consumo son generalmente mayores en la época o festejos de Semana Santa, cuando es considerada una de las principales alternativas culinarias.
Se encuentra protegida legalmente desde 1964 y ha sido incluida en el “Programa Nacional para la Conservación de las Tortugas Marinas y Continentales de Colombia", pero no hay ninguna  zona protegida en su área de distribución.